# Pat Clinton
Pat Clinton (* 4. April 1964 in Croy, Schottland) ist ein ehemaliger britischer Boxer im Fliegengewicht.

## Profikarriere
Im Jahre 1985 begann er erfolgreich seine Profikarriere. Am 18. März 1992 boxte er gegen Isidro Perez um die WBO-Weltmeisterschaft und gewann durch geteilte Punktrichterentscheidung. Diesen Gürtel verlor er allerdings bereits in seiner zweiten Titelverteidigung an Jacob Matlala im Mai des darauffolgenden Jahres durch Knockout. 
Im Jahre 1994 beendete er seine Karriere.